# Ronald Rodríguez
Ronald José Rodríguez Vizcaíno (Puerto La Cruz, Anzoátegui, Venezuela; 5 de abril de 2005) es un futbolista venezolano que juega como delantero en el Monagas SC de la Primera División de Venezuela.

## Trayectoria

### Monagas SC
Debutó con el primer equipo de Monagas S. C. el 2 de julio de 2023 frente al Rayo Zuliano en la jornada 17 por la Liga FUTVE 2023. Anotó su primer gol, el 27 de agosto de 2023 en la victoria 1-0 sobre UCV FC

## Estadísticas de carrera
Actualizado al 09 de julio de 2024.
| Club | Div           | Temporada     | Liga | Liga  | Liga  | Copa(1) | Copa(1) | Copa(1) | Copa Internacional(2) | Copa Internacional(2) | Copa Internacional(2) | Total | Total | Total |
| Club | Div           | Temporada     | Part | Goles | Asist | Part    | Goles   | Asist   | Part                  | Goles                 | Asist                 | Part  | Goles | Asist |
| --- | ------------- | ------------- | ---- | ----- | ----- | ------- | ------- | ------- | --------------------- | --------------------- | --------------------- | ----- | ----- | ----- |
| Monagas S.C. · Venezuela | 1°            | 2023          | 8    | 1     | 0     | -       | -       | -       | 1                     | 0                     | 0                     | 9     | 1     | 0     |
| Monagas S.C. · Venezuela | 1°            | 2024          | 11   | 3     | 1     | 4       | 2       | 0       | -                     | -                     | -                     | 15    | 5     | 1     |
| Monagas S.C. · Venezuela | Total Club    | Total Club    | 19   | 4     | 1     | 4       | 2       | 0       | 1                     | 0                     | 0                     | 24    | 6     | 1     |
| Carrera total | Carrera total | Carrera total | 19   | 4     | 1     | 4       | 2       | 0       | 1                     | 0                     | 0                     | 24    | 6     | 1     |
| (1) Incluye datos de la Copa Venezuela (2) Incluye datos de la Copa Libertadores (3) No incluye goles en partidos amistosos. |               |               |      |       |       |         |         |         |                       |                       |                       |       |       |       |